# André Drouart (résistant)
Pour les articles homonymes, voir André Drouart (homonymie).
André Drouart est un résistant français né à Drocourt en France le 19 juin 1896 et mort décapité le 15 octobre 1943 à Cologne en Allemagne.
La dépouille d'André Drouart fut rapatriée le 11 avril 1947. Auderghem a organisé son inhumation solennelle quelques jours plus tard. 
Il reçut diverses décorations à titre posthume [Lesquels ?].